# Gertrud von Saldern
Gertrud von Saldern (* März 1518 in der Mark Brandenburg; † 27. Mai 1595 in Magdeburg), geborene von Hake, war eine brandenburgische Schulstifterin.

## Leben und Wirken
Gertrud entstammte der märkischen Adelsfamilie von Hake, Familienlinie Stülpe. Ihr Vater war der Gutsherr auf Stülpe, Hans von Hake, ihre Mutter Dorothea von Beeren. Das Elternehepaar hatte 17 Kinder. Gertrud war Erzieherin der Töchter des Kurfürsten Joachim II. Am Hof in Berlin lernte sie den kurfürstlichen Rat und Oberkämmerer Matthias von Saldern, ihren Mann kennen. Die Familie residierte im Schloss Plaue. Weiterer Besitz war die Plattenburg in der Prignitz.
Für 1000 Reichstaler aus dem Erlös des Verkaufs einer Immobilie in Berlin, welche Gertrud gehörte, erwarb die Familie 1567 den ehemaligen Bischofshof des Bistums Brandenburg am Gotthardtkirchplatz in der Altstadt Brandenburg. Dieser sollte als repräsentativer Familiensitz dienen. 1575 starb ihr Ehemann. Gertrud von Saldern musste „hauß vnndt hoff zu Brandenburgk“ vor Gericht als ihr Erbe gegen Familienmitglieder erkämpfen.
Auf Vermitteln des Bürgermeisters der Altstadt Simon Roter, seinerseits Rektor, übereignete die Lutheranerin im Jahr 1589 der Stadt nahe der Kirche St. Gotthardt, dass diese dort die Saldernschule zu Brandenburg, eine moderne Lateinschule, „zur Ehre Gottes und zur Erhaltung des evangelischen Wortes“ einrichtete. In der Schule sollten Saldersche und andere Stipendiaten leben. In der Schule sollten vor allem adlige Kinder, aber einige arme aufgenommen werden. Die Schule wurde 1591 eröffnet.
Bereits 1588 gründete sie für die Familie von Hake eine Familien-Stiftung.
Darüber hinaus stiftet Gertrud von Saldern 10.000 Reichstaler für dreijährige Stipendien für „etliche junge Adelspersonen“ möglichst „aus meiner Freundschaft“, die von den anfallenden Zinsen für drei Jahre „auf approbirten Universitäten in Deutschland“ studieren sollten.
Gertrud von Saldern starb am 27. Mai 1595 in Magdeburg und wurde dort in der Kirche St.-Ulrich-und-Levin bestattet.
In der Tradition ihrer Schulstiftung sieht sich die von Saldern-Gymnasium Europaschule.

## Ehrungen
Gertrud von Saldern wird durch das Projekt Frauenorte geehrt. In diesem Zusammenhang wurde am 16. November 2012 die 28. Tafel des Projektes für sie vor dem Gebäudeensemble der alten Saldria am Gotthardtkirchplatz enthüllt. Aufgrund des Fehlens eines Bildes von Gertrud von Saldern zeigt die Tafel ihr Wappen.